# Alexander Köhler (Politiker)
Alexander Wilhelm Köhler (* 5. Februar 1756 in Freiberg; † 23. Dezember 1832 ebenda) war ein deutscher Bergrechtler und Bürgermeister der Stadt Freiberg.

## Leben

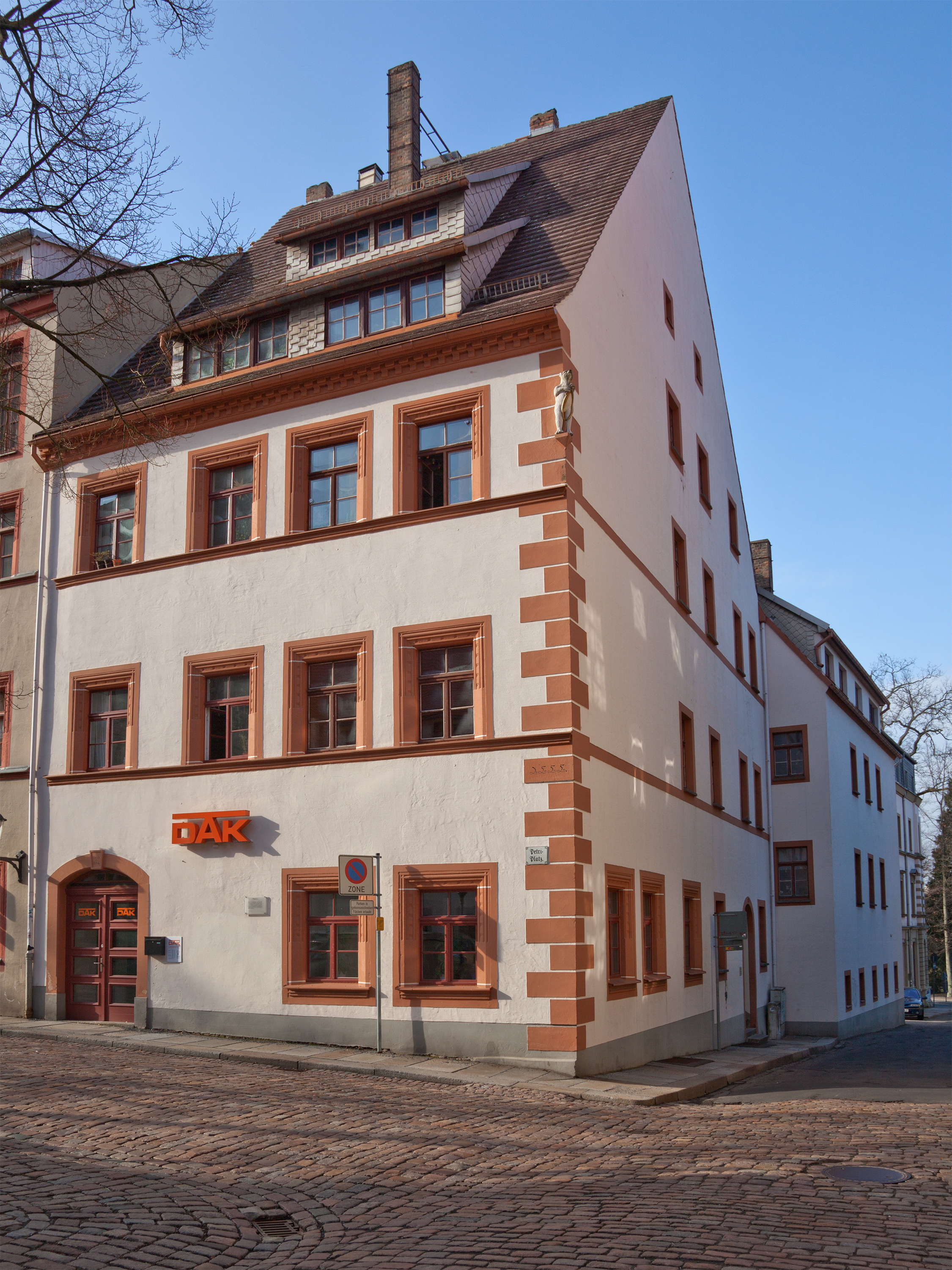
Freiberg, Waisenhausstraße 7

Köhler wurde am 5. Februar 1756 als Sohn des königlich-polnischen und kurfürstlich-sächsischen Bergmeisters zu Freiberg, Johann Samuel Köhler, und dessen Gattin Christiane Elisabeth, geb. Bormann, in Freiberg geboren. Keine Geringeren als der kursächsische Oberberghauptmann Curt Alexander von Schönberg und der kursächsische Berghauptmann Friedrich Wilhelm von Oppel fungierten am 7. Februar 1756 in der Kirche St. Petri zu Freiberg als Taufpaten. Aufgewachsen dürfte er in der heutigen Waisenhausstraße Nr. 7 sein. Nach (vermutlich) erhaltenem Privatunterricht besuchte Köhler von 1767 bis 1773 das Freiberger Gymnasium und studierte danach Bergbaukunst und Mathematik an der Bergakademie Freiberg.
1775 ging er an die Universität Leipzig, um u. a. Jura und Philosophie zu studieren, 1778 kehrte er nach Freiberg zurück. Ab 1779 arbeitete Köhler als Auditor und Protokollführer im Oberhüttenamt. Am 25. März 1780 wurde er Expedient beim Oberbergamt und 1784 Sekretär des Oberbergamts.
Am 8. Mai 1786 bestimmte Kurfürst Friedrich August III. per Reskript die Einführung des Unterrichts im Bergrecht an der Bergakademie, und Köhler wurde – zunächst „zum Versuch“ für zwei Jahre – als Lehrer verpflichtet. Per Reskript vom 28. Juli 1788 ernannte der Kurfürst Köhler zum „beständigen“ Lehrer der Bergrechte, außerdem wurde ihm ein praktisches Collegium über den deutschen Styl aufgetragen. Ein Jahr zuvor, 1787, war Köhler als Ehrenmitglied in die Leipziger Ökonomische Sozietät aufgenommen worden.
Neben seiner Lehrtätigkeit betätigte Alexander Wilhelm Köhler sich als Autor und Herausgeber. Das Werk Versuch einer Anleitung zu den Rechten und der Verfassung bey dem Bergbaue in Chursachsen und dazu gehörigen Lande… diente lange Zeit als Grundlage für seine Vorlesungen über Bergrecht. Von 1788 bis 1794 gab Köhler in der Craz’schen Buchhandlung Freiberg das Bergmännische Journal heraus, ab 1792 wurde er von seinem Schwiegersohn Christian August Siegfried Hoffmann unterstützt. 1795 setzten sie die Reihe unter dem Titel Neues Bergmännisches Journal fort, die letzten Bände (3/1802 und 4/1816) betreute Hoffmann allein. 1790 und 1791 erschien – ebenfalls bei Craz – Köhlers Bergmännischer Kalender. Seine am Grab Christlieb Ehregott Gellerts gehaltene Rede kam ebenfalls zum Druck.
Im Jahr 1800 wurde Köhler Mitglied des Freiberger Stadtrats. Von 1821 bis 1830 übte Köhler im jährlichen Wechsel mit Peter Gotthelf Stockmann das Amt des regierenden bzw. beisitzenden Bürgermeisters der Stadt Freiberg aus. In dieser Funktion stand er auch dem Freiberger Bergschöppenstuhl, der obersten Spruchbehörde des Königreiches Sachsen in Bergrechtsangelegenheiten vor.
Anlässlich seines 50-jährigen Dienstjubiläums am 26. März 1830 erhielt Köhler vom damaligen Oberberghauptmann Siegmund August Wolfgang Freiherr von Herder die  Ernennungsurkunde des Landesherrn zum Bergkommissionsrat ausgehändigt.
Köhler war Freimaurer und gehörte der Loge Zu den drei Bergen an. Später war er neun Jahre lang deren Meister vom Stuhl, bevor er niederlegte und austrat.
Er war über 50 Jahre mit der aus Reipzig (bei Frankfurt/Oder) stammenden Pastorentochter Beate Katharine, geb. Weinspach, mit der er mehrere Kinder hatte, verheiratet.

## Veröffentlichungen

### Als Autor
- Versuch einer Anleitung zu den Rechten und der Verfassung bey dem Bergbaue in Chursachsen und dazu gehörigen Landen : zur Grundlage bey Vorlesungen. Freyberg, 1786 (Digitalisat)
- Standrede am Sarge des verewigten Herrn Christlieb Ehregott Gellerts Churfürstlich Sächsischen Bergraths und Oberhüttenverwalters, auch Lehrers der metallurgischen Chemie bey der Churfürstl. Bergakademie allhier. Freyberg, 1795 (Digitalisat)
- Anleitung zu den Rechten und der Verfassung bey dem Bergbaue im Königreiche Sachsen zur Grundlage bey Vorlesungen. Freyberg, 1824 (Digitalisat)

### Als Herausgeber
- Bergmännisches Journal (1788–1794), Digitalisate
- Neues Bergmännisches Journal (1/1795–2/1799), Digitalisate
- Bergmännischer Kalender (1790–1791), Digitalisate

## Ehrungen
- 1787 Ehrenmitglied der Ökonomischen Societät zu Leipzig
- 1797 Ehrenmitglied der Mineralogischen Gesellschaft in Jena